# Natalja Nazarowa
Natalja Wiktorowna Nazarowa, Наталья Викторовна Назарова (ur. 29 maja 1979) – rosyjska lekkoatletka, sprinterka. Trzykrotna olimpijka (2000, 2004, 2012), w tym medalistka igrzysk z Sydney i Aten.

## Kariera
Siedmiokrotna halowa mistrzyni świata (bieg na 400 metrów - 2003, 2004, Sztafeta 4 × 400 metrów - 1999, 2003, 2004, 2006, 2008), srebrna medalistka HMŚ (400 m - 2008). Złota (1999) i srebrna (2003) medalistka mistrzostw świata w sztafecie 4 x 400 m, trzykrotna wicemistrzyni olimpijska w sztafecie (2000, 2004, 2012). Była halowa rekordzistka świata w sztafecie 4 x 400 m - 3:23,88 (2004) oraz w biegu na 500 metrów – 1:07,36 (2004). Aktualna halowa rekordzistka Rosji w biegu na 400 metrów – 49,68 (2004). Jest to aktualnie piąty wynik w historii światowej lekkoatletyki.
W 2017 roku sztafety rosyjskiej, w której była również Nazarowa pozbawiono brązowego medalu mistrzostw świata z Berlina. Z uwagi na doping koleżanki z kadry Antoniny Kriwoszapki, Rosjanka straciła też srebrny medal igrzysk olimpijskich w Londynie, zdobyty w konkurencji sztafety 4 × 400 m.

## Odznaczenia
- Order Przyjaźni (13 sierpnia 2012) – za wielki wkład w rozwój kultury fizycznej i sportu, wysokie osiągnięcia sportowe na zawodach XXX Olimpiady 2012 roku w mieście Londynie (Wielka Brytania)[3]